# Travassos
Travassos es una freguesia portuguesa del concelho de Póvoa de Lanhoso, con 3,59 km² de superficie y 777 habitantes (2001). Su densidad de población es de 216,4 hab/km².

## Galería

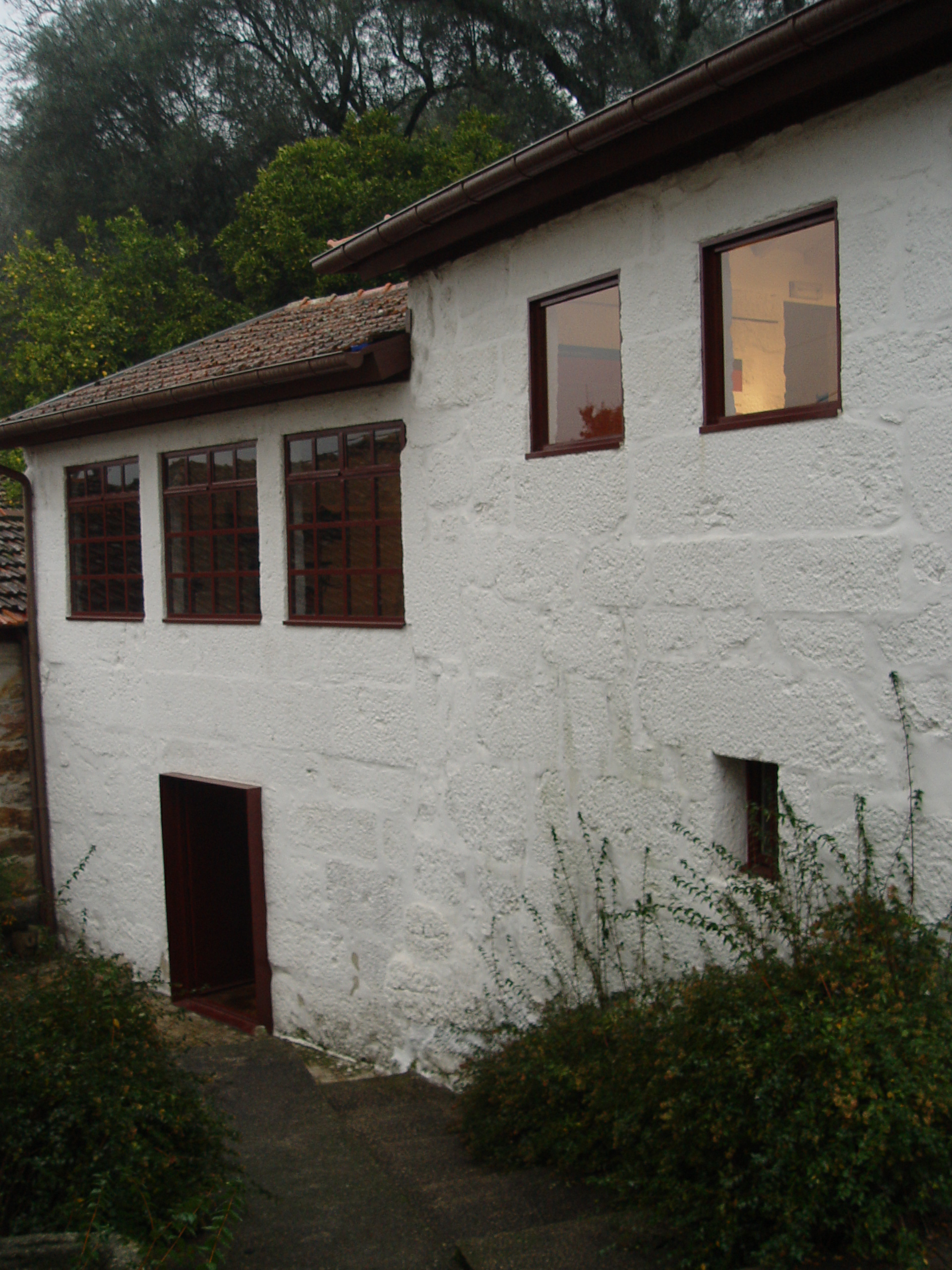
Museo en Travassos.